# Habranthus teretifolius
Habranthus teretifolius är en amaryllisväxtart som först beskrevs av Charles Henry Wright, och fick sitt nu gällande namn av Hamilton Paul Traub och Harold Norman Moldenke. Habranthus teretifolius ingår i släktet Habranthus och familjen amaryllisväxter. Inga underarter finns listade i Catalogue of Life.